# Albert Belhomme de Franqueville
Pour les articles homonymes, voir Belhomme et Franqueville.
Albert Belhomme de Franqueville, né le 16 octobre 1814 à Pinterville (Eure), mort le 5 août 1891 à Bizanos (Pyrénées-Atlantiques) est un pyrénéiste et botaniste français.

## Biographie
Né en Normandie, le comte Albert Belhomme de Franqueville est le fils d'Ambroise Belhomme de Franqueville (1773-1851) et de Marie Aglaé Le Pesant de Boisguilbert (1792-1868), il est issu d'une famille noble descendante d'un secrétaire du roi au XVIIIe siècle. C'est un rentier qui se marie avec Cécile-Blanche Guiot de La Cour, décédée le 20 février 1851 à Pau à l’âge de 26 ans, avec laquelle il aura un fils Charles-Gaston. Il se remarie deux fois. Il a été maire de la commune de Bizanos de 1871 à 1891 où il décède en 1891.
Le comte Albert de Franqueville s'installe au château de Bizanos, le 6 février 1854. Le parc du château comprend des végétaux exotiques datant de la fin du XIXe siècle, apportés par le comte et ses amis botanistes.

### Un botaniste réputé
Botaniste réputé, il possède un herbier, de référence internationale, qui contient presque tous les exsiccata distribués pendant vingt ans, et qui, très riche en plantes françaises, s'est accru considérablement par l'acquisition des herbiers d'Achille Richard et de Steudel. L'importance de ces collections est d'autant plus grande que M. de Franqueville, ne s'occupe lui-même d'aucune monographie générale, et se fait un point d'honneur de communiquer ou d'envoyer ses plantes à différents botanistes français ou étrangers. Il possède ainsi des types précieux et authentiques, comme ceux de Java récoltés par Zollinger ou Blume, d'Amérique ou tels que la série complète des plantes recueillies par Quartin-Dillon et Petit en Abyssinie.
Il collecte surtout dans le Sud de la France et en Sicile, pour divers collecteurs dont les collections d'exsiccata de Constant Billot et de Louis Companyo : on retrouve une partie de ses récoltes dans l'herbier de Strasbourg ou au Muséum National d'Histoire Naturelle de Paris, entre autres. Il participe à des congrès internationaux de botanique (1867 à Paris) et entretient une amitié avec Ernest Cosson, au point de lui donner tous les doubles qu'il possède dans son herbier.

### Un pyrénéiste célèbre
Chasseur amateur, il parcourt les Pyrénées pour y trouver des plantes et des trophées de chasse ; d'ailleurs les guides qui le mènent vers l'Aneto sont avant tout chasseurs d'isards.
Depuis Bagnères-de-Luchon, il effectue, en juillet 1842, la première ascension du pic d'Aneto, appelé en son temps le Néthou, point culminant des Pyrénées, en compagnie de Platon Tchikhatchov et de quatre guides : les Luchonnais Pierre Redonnet (dit Nate), Bernard Arrazau (dit Ursule), et Jean Sors (dit Argarot), ainsi que Pierre Sanio, de Luz. Pour éviter le glacier, situé en face Nord, qui constitue aujourd’hui la « voie normale », mais qui est alors la terreur des ascensionnistes depuis la disparition du guide Pierre Barrau dans le glacier voisin de la Maladeta, l’équipe contourne le massif et l’aborde par le sud. Deux jours après, Franqueville aurait repris le chemin du Néthou, ou bien plutôt Platon Tchikhatchov, avec un professeur de chimie de Bordeaux, M. Laurent, pour faire des observations scientifiques.
Albert de Franqueville est, dans son récit, « l’inventeur » du mythique lieu dénommé « Pont de Mahomet ». Le dernier passage de l'arête très effilée qui mène, à quelques dizaines de mètres du sommet, leur donne énormément de difficultés au point qu’il baptise ce passage le « Pont de Mahomet », en référence à une tradition orale musulmane qui raconte que l'entrée au paradis est étroite comme un cheveu et tranchante comme une lame de sabre, sur laquelle ne peuvent passer que les justes.
Cependant, le texte de Franqueville ne serait qu'une mauvaise copie de celui de Tchikhatchov, sauf au sujet de la deuxième ascension car Franqueville n'y participa pas.

## Postérité
Sur la crête de Llosas, sur le massif de la Maladeta, les aiguilles Argarot (3 035 m), Tchihatcheff (3 052 m) et Franqueville (3 065 m) portent les noms des vainqueurs et d'un de leur guide, Jean Sors (dit Argarot).
Le château de Bizanos où il a élu domicile, porte désormais le nom de château de Franqueville.

## Sources
- Société Ramond, Explorations Pyrénéennes, 1901 : Bulletin Trimestriel de la Société Ramond, pp. 605–6.